# Akeni Jabber Client
Akeni Jabber Client is een closed source-chatprogramma dat het XMPP-protocol (Jabber) voor instant messaging gebruikt. Het programma is gratis bij minder dan drie gebruikers en beschikbaar voor Windows en Linux.
Dit chatprogramma kan de gebruikelijke mogelijkheden van XMPP aan waaronder transporten, chatruimtes, een versleutelde verbinding met de server via SSL/TLS, prioriteit, en aanwezigheid. Verder kan de gebruikersinterface aangepast worden aan de behoeften van de gebruiker.